# 마이클 데미언

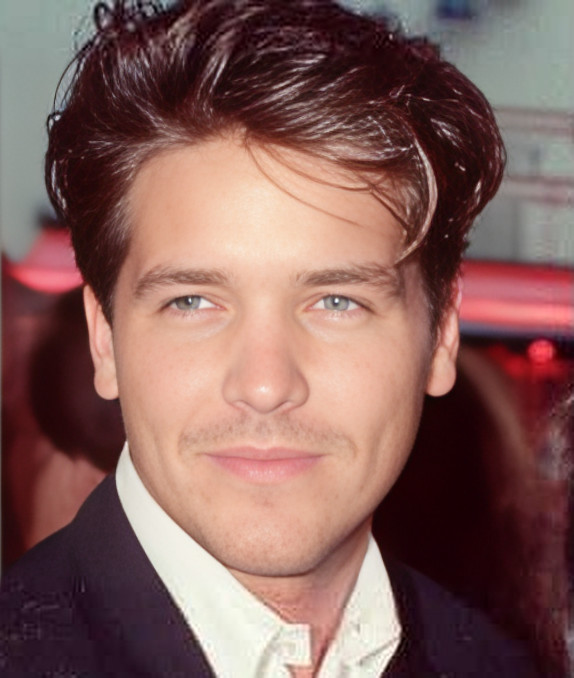
1990년 모습

마이클 데이미언(Michael Damian, 영어 발음: /ˈdeɪmiːən/, 1962년 4월 26일 ~ )은 미국의 배우, 영화 감독, 가수, 각본가, 영화 제작자, 작곡가이다.

## 작품 목록

### 영화 연출
- 핫 터말리 (2006, Hot Tamale) - 각본, 제작 겸임
- 문댄스 알렉산더 (2007, Moondance Alexander) - 각본, 제작 겸임
- 어 프린세스 포 크리스마스 (2011, A Princess for Christmas) - 각본, 제작 겸임
- 플리카: 컨츄리 프라이드 (2012)
- The Sweeter Side of Life (2013) - 각본, 제작 겸임
- Love by Design (2014) - 각본, 제작 겸임
- 하이 스트렁 (2016) - 각본, 제작 겸임
- 프리댄스 (2019, High Strung Free Dance) - 각본, 제작 겸임

### 영화 출연
- 제시의 위험한 선택 (1996, The Cold Heart of a Killer)

### 텔레비전 출연
- 더 영 앤 더 레스트리스 (1981-2024)